# Dvorec družine Fowl
Dvorec družine Fowl se pojavlja v vseh knjigah, v seriji knjig o Artemisu Fowlu.

## Zgodovina dvorca
Dvorec naj bi že v 15. stoletju zgradil lord Hugo Fowl.Fowlovi so ga obnavljali vse do današnjih dni. Tako se je spremenil v velik in dobro utrjen dvorec. Danes je opremljen z najsodobnejšo tehnologijo. Dvorec je preživel veliko vojn, uporov, revolucij in davčnih pregledov. V njem so Fowlovi kopičili zaklade več stoletji. V prvem delu knjige je preživel tudi napad vilinov ter trola. Sedaj v njem živijo: Artemis Fowl I., Artemis Fowl II, Angelina Fowl, Butler, ter dvojčka Myles Fowl in Beckett Fowl.